# Hana Laszlo
Hana Laszlo (en hébreu : חנה לסלאו), née le 14 juin 1953 à Tel Aviv-Jaffa en Israël, est une actrice et animatrice de télévision israélienne.
Elle a reçu le prix d'interprétation féminine au Festival de Cannes 2005 pour le rôle de Hanna Ben Moshe dans le film Free Zone d'Amos Gitaï.

## Biographie

### Enfance et formation
Elle est originaire de Jaffa.

### Carrière

Hana Laszlo (droite) avec Natalie Portman et Amos Gitai

Entre 1972 et 1973, elle a servi dans la troupe musicale du Commandement Sud des Forces de défense israéliennes.
Laszlo a connu un énorme succès dans les années 1980 et 1990 à la suite de routines comiques axées sur les personnages. Elle a créé et interprété certains des personnages les plus emblématiques de cette époque, notamment des personnages tels que « Safta Zapta » et « Clara la femme de ménage ».
En 2005, elle a remporté le Prix d'interprétation féminine au Festival de Cannes 2005 pour son rôle dans Free Zone. La même année, elle remporte la Palme d'Or.
En 2019, elle a reçu un doctorat honorifique de l'Université Bar-Ilan pour ses contributions aux arts de la scène.

### Vie de famille
Laszlo a épousé et divorcé l'homme d'affaires Benny Bloch.
Laszlo a deux fils de son premier mariage - Ben et Ithamar. Son aîné, Ben Giladi est producteur de cinéma et de télévision,,,.Sa belle-fille est l'actrice et réalisatrice israélienne Romi Aboulafia, avec qui elle collabore fréquemment,.

## Filmographie

### Télévision
- 2004 : Ahava Ze Koev : Maman d’Eddy
- 2004 : Ha-Chuliya Hachalasha : Hôtesse
- 2004–2007 : HaShir Shelanu : Naomi Shahar
- 2008 : Ima'lle : Agent immobilier
- 2011–2016 : Bnot HaZahav : Dalia
- 2012 : Tanuchi! : Naomi Shahar
- 2015–2017 : Mossad 101 (en) : Doris Levi
- 2017-présent : Nevsu (en) : Nitza

### Cinéma
- 1976 : L'unité Halfon ne répond plus de Assi Dayan : Hermona
- 1977 : Hatzilu Et HaMatzil de Uri Zohar et Itzik Kol
- 1978 : Belfer de Yigal Bursztyn
- 1978 : Millioner Betzarot de Joel Silberg : La femme de chambre
- 1981 : Am Yisrael Hai de Assi Dayan
- 1983 : Kuni Leml B'Kahir de Joel Silberg
- 2003 : Alila d’Amos Gitai : Mali
- 2005 : Free Zone d’Amos Gitai : Hanna Ben Moshe
- 2008 : Les Sept Jours (7 Days) de Ronit Elkabetz et Shlomi Elkabetz : Ita
- 2008 : On the Road to Tel Aviv de Khen Shalem : Hana
- 2008 : Adam Resurrected d’Paul Schrader : Rachel Shwester
- 2009 : Ultimatum d’Alain Tasma : Bellas
- 2009 : Guyavot de Kobi Machat : Contesa
- 2014 : Anderswo : Rachel
- 2018 : Un tramway à Jérusalem d’Amos Gitai
- 2020 : Laila in Haifa d’Amos Gitai : Hanna

## Distinctions

### Récompenses
- Festival de Cannes 2005 :
  - Prix d’interprétation féminine pour Free Zone

### Nominations
- Ophir 2003 :
  - Ophir de la meilleure actrice dans un second rôle pour Alila
- Ophir 2005 :
  - Ophir de la meilleure actrice pour Free Zone